# Milena Staszuk
Milena Staszuk (ur. 12 kwietnia 1991 w Hrubieszowie) – polska aktorka i zawodowy muzyk; autorka podcastu, "Anonimowa aktorka", w którym opowiada o kulisach swojego zawodu. Oprócz tego czyta i nagrywa audiobooki.
Ukończyła studia na Wydziale Aktorskim PWSFTviT w Łodzi. W latach 2015–16 występowała w Teatrze im. Kochanowskiego w Radomiu. Współpracowała także z teatrami w Katowicach, Warszawie i we Wrocławiu.

## Filmografia[3]
| Rok       | Tytuł                                               | Rola                                                                   |
| --------- | --------------------------------------------------- | ---------------------------------------------------------------------- |
| 2003-2019 | Na Wspólnej                                         | lokatorka                                                              |
| 2004-2019 | Pierwsza Miłość                                     | Marta, recepcjonistka w Grupie Kapitałowej "Kulczycki Corporation S.A. |
| 2012      | Przyjaciółki                                        | Dziewczyna                                                             |
| 2012      | Komisarz Alex                                       | Dorota Gajda                                                           |
| 2013      | Sztuka uwodzenia                                    | Etiuda szkolna                                                         |
| 2013      | Hotel 52                                            | Dziewczyna                                                             |
| 2014:     | Miasto 44                                           | w napisach skończonych: Staszczuk                                      |
| 2014      | Vicious circle                                      | Etiuda Szkolna                                                         |
| 2014      | Erynie                                              | Etiuda Szkolna                                                         |
| 2016      | Czułość                                             | Anastazja                                                              |
| 2016      | Niewinna                                            | Anna                                                                   |
| 2016      | Jan Matejko "Zaprowadzenie chrześcijaństwa R.P 965" | żona (chłopka)                                                         |
| 2017      | Cicha Noc                                           | Aśka                                                                   |
| 2017      | Belfer                                              | Jaga Bieńkowska                                                        |
| 2018      | Emma                                                | Emma                                                                   |
| 2019      | Piłsudski                                           | Jadwiga                                                                |
| 2020      | Czarny charakter                                    | Marta                                                                  |
| 2020      | Jak najdalej stąd                                   | Sekretarka                                                             |
| 2021      | Bernard Ładysz. Śpiewaj tylko sercem                | Leokadia Rymkiewicz-Ładysz                                             |
| 2022-2023 | Korona królów. Jagiellonowie                        | główna rola: królowa Anna Cylejska                                     |